# Roman Vartolomeu
Roman Vartolomeu, född den 9 maj 1950, är en rumänsk kanotist.
Han tog OS-silver i K-4 1000 meter i samband med de olympiska kanottävlingarna 1972 i München.